# 평택5로
평택5로(Pyeongtaek 5-ro) 평택시 신평동 에서 비전동를 잇는 도로이다.

## 주요 경유지
경기도
- 평택시 (신평동 . 비전동)

## 노선
| 이름               | 접속 노선                | 소재지 | 소재지 | 비고 |
| ------------------ | ------------------------ | ------ | ------ | ---- |
| (이름없음)         | 국도 제38호선 (서동대로) | 평택시 | 신평동 |      |
| 배미사거리         | 중앙로                   | 평택시 | 비전동 |      |
| 경남아너스빌사거리 | 평남로                   | 평택시 | 비전동 |      |
| 덕동초등학교삼거리 | 매봉산1길                | 평택시 | 비전동 |      |
| 비전2파출소사거리  | 평택4로                  | 평택시 | 비전동 |      |
| 은행아파트삼거리   |                          | 평택시 | 비전동 |      |
| 한성아파트삼거리   |                          | 평택시 | 비전동 |      |
| (이름없음)         | 평택2로 비전1로          | 평택시 | 비전동 |      |

## 주요 시설및 건물
- 기아자동차 신평대리점 (평택5로 5/합정동 90-1)
- GS25 평택배미타운점 (평택5로 23/합정동 319-1)
- 롯데마트 평택점 (평택5로 30/합정동 968-1)
- 롯데하이마트 평택롯데마트점 (평택5로 30/합정동 968-1)
- 공차  롯데마트 평택점 (평택5로 30/합정동 968-1)
- CU 평택보건소점 (평택5로 57/비전동 856-1)
- 평택시보건소 (평택5로 56/비전동 850)
- 세븐일레븐 평택비전2호점 (평택5로 88/비전동 834)
- GS25 평택수신제가점 (평택5로 183/비전동 820)
- 비전지구대 (평택5로 189/비전동 819-1)
- 농협 평택원예농협 비전동지점 (평택5로 191/비전동 819)
- 파리바게뜨 평태덕동점 (평택5로 103/비전동 809-3)
- BBQ 평택비전2호점 (평택5로 202/비전동 808-6)
- 세븐일레븐 평택롯데캐슬점 (평택5로 261/비전동 801)